# Gà lông lụa
Gà lông lụa hay còn gọi là gà Silkie là một giống gà có nguồn gốc từ Trung Quốc. Giống gà này dễ chăm sóc và có đặc điểm nổi bật là bộ lông xù lạ mắt, nhiều màu sắc. Đây là một giống gà kiểng được yêu thích. Nguồn gốc chính xác của giống gà này hiện vẫn chưa được làm rõ. Gà Silkie có thể được đưa từ Trung Quốc đến châu Âu khoảng 200 năm trước đây.

## Đặc điểm
Giống gà này có tên tiếng Anh là Silkie vì có bộ lông đặc trưng được cho là mềm như lụa (silk), đặc trưng của giống gà Silkie là chúng có bộ lông xù như lông chó Nhật, phủ toàn thân và cả phần đầu, sống được ở điều kiện khí hậu ấm và lạnh. Bộ lông này phủ kín thân những con gà Silkie và người ta chỉ có thể nhìn thấy mặt của chúng. Chúng ví von là loài lai giữa gà và thỏ, với bộ lông mang đủ màu sắc.
Mỗi con gà trưởng thành nặng từ 1,5–2 kg, vòng đời có thể kéo dài tới 7-8 năm, nếu chăm sóc tốt có thể sống được 9 năm. Chúng không kén đồ ăn, thậm chí còn dễ nuôi hơn rất nhiều so với gà Việt Nam. Thức ăn chủ yếu là rau xanh, thóc, gạo. Tỷ lệ ấp trứng thành công rất cao. Tuy nhiên, trong cuộc đời sinh sản, gà lông xù chỉ đẻ được 7-8 quả trứng. Gà Silkie về cơ bản là giống gà điển hình trong số các loài gia cầm được thuần hóa. Giống gà này rất hiền, có phần quấn quýt với người nên hầu hết được đặt mua về làm thú cưng trong các gia đình.

## Châu Âu
Ở châu Âu chúng có da đen, 5 móng, lông mịn không trỗ mã, chân lông. Nhỏ con 1 kg. Gà Silkie là giống gà có bộ cánh bóng mượt. Cả người Trung Quốc và người Nhật Bản đều khẳng định gà lông lụa này xuất xứ từ nước họ, một số cho rằng chúng có nguồn gốc từ châu Âu. Đặc điểm nổi bật của giống gà lông lụa là chúng có da màu đen và bộ lông trắng óng mượt. Những đặc điểm này làm cho chúng trở thành một trong những giống gà đặc biệt nhất. Lông của chúng được sử dụng làm mồi câu để câu cá hồi Đại Tây Dương trên những con sông nổi tiếng ở Scotland (nơi mà việc câu cá hồi được coi là môn thể thao của những nhà quý tộc).